# Intervista a Marco Travaglio a Satyricon
(Daniele Luttazzi a proposito del clamore mediatico suscitato dall'intervista)

Marco Travaglio intervistato da Daniele Luttazzi

L'intervista a Marco Travaglio a Satyricon venne condotta da Daniele Luttazzi al giornalista Travaglio nella puntata del 14 marzo 2001 della trasmissione di Rai Due Satyricon.
Luttazzi invitò Travaglio per parlare del suo ultimo libro L'odore dei soldi, scritto insieme a Elio Veltri, da poco pubblicato. Il libro cominciava dalla domanda «Cavaliere dove ha preso i soldi?», in riferimento al dibattito sulle origini delle fortune di Silvio Berlusconi, che all'epoca dell'intervista era il candidato premier dell'opposizione di centro-destra alle elezioni politiche che si sarebbero tenute pochi mesi dopo. Nel libro erano presentati documenti inerenti a vari atti processuali, tra cui quelli prodotti nelle inchieste penali della Procura di Caltanissetta sui mandanti occulti delle stragi mafiose di Capaci e di via d'Amelio in cui erano indagati il Cavaliere ed il suo stretto collaboratore Marcello Dell'Utri, e quelli sul processo in cui quest'ultimo era imputato a Palermo di concorso esterno in associazione mafiosa (poi condannato in primo grado a nove anni di carcere ed in secondo grado a sette). Il motivo dello scandalo suscitato dall'intervista è stato principalmente che tali documenti sollevavano pubblicamente dei dubbi sui rapporti di Berlusconi e Dell'Utri con Cosa nostra.
In seguito Berlusconi (divenuto intanto Presidente del Consiglio) denunciò come «criminoso» l'uso della televisione di stato fatto da Luttazzi, Michele Santoro e Enzo Biagi. In un incontro con la stampa, avvenuto mentre era in visita in Bulgaria (il cosiddetto "editto bulgaro"), Berlusconi espresse l'opinione che la dirigenza Rai non avrebbe dovuto permettere il ripetersi di quello che era successo.

## I contenuti dell'intervista

### Sulle origini delle fortune di Silvio Berlusconi
Luttazzi comincia dalla domanda principale: "Cavaliere, dove ha preso i soldi?" e Travaglio riferisce delle indagini del dottor Francesco Giuffrida, tecnico della Banca d'Italia, che fu incaricato dalla procura di Palermo di scoprire l'origine dei 113 miliardi di lire che arrivarono in contanti alla Fininvest di Berlusconi tra il 1978 e il 1983. Ma un complicato sistema di società holding, tra le quali passò il danaro, rese impossibile al tecnico individuarne la provenienza.
Travaglio, su domanda di Luttazzi, accenna anche alle banche presso cui Giuffrida si era documentato riguardo a tali finanziamenti, e al fatto che la più famosa di queste fosse la Banca Rasini, dove Luigi Berlusconi, padre di Silvio, iniziò a lavorare come impiegato per poi diventare direttore generale; questa banca, aggiunge Travaglio, è stata indicata dai giudici di Palermo come una di quelle utilizzate dalla mafia per il riciclaggio del denaro.

### Su Mangano e la Mafia
L'intervista prosegue menzionando Marcello Dell'Utri che viene introdotto da Travaglio come «il braccio destro di Silvio Berlusconi, palermitano, l'uomo che nel 1974 quando Berlusconi ha bisogno di uno stalliere va a Palermo, prende un boss mafioso glielo porta a Milano e glielo mette in villa per un anno e mezzo: si chiamava Mangano questo boss, è stato poi processato al maxiprocesso di Falcone e Borsellino e poi è stato condannato all'ergastolo per traffico di droga, mafia e omicidio, ed era in rapporto con Dell'Utri fino almeno al '93-'94». Travaglio poi cita la dichiarazione di Ezio Cartotto, collaboratore di Dell'Utri e Berlusconi alla nascita di Forza Italia, secondo cui Berlusconi tra il 1992 e il 1993 si aggirava per le sue aziende dicendo «se non andiamo in politica ci accuseranno di essere mafiosi». A questo proposito, Travaglio menziona anche la prima uscita pubblica sull'argomento dello stesso Cartotto, in un'intervista a Francesco Battistini del Corriere della Sera che fu poi oggetto d'inchieste giudiziarie.

### Le accuse al giornalismo italiano e la video-intervista a Borsellino

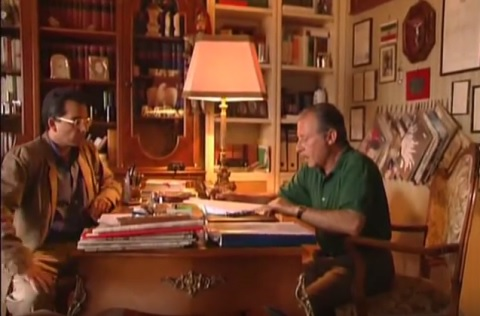
Il giornalista Fabrizio Calvi mentre intervista Paolo Borsellino il 21 maggio 1992, due giorni prima della strage di Capaci

Nell'intervista Travaglio rivolge anche delle critiche ai giornalisti italiani, in quanto «in Italia abbiamo inventato questo genere letterario dell'intervista senza domande, almeno quando il politico è l'ospite». Cita inoltre il caso dell'ultima video-intervista fatta a Paolo Borsellino – storico magistrato, insieme a Giovanni Falcone, del pool antimafia di Palermo – rilasciata a un giornalista di Canal+ il 21 maggio 1992, due giorni prima dell'assassinio di Falcone e un paio di mesi prima dell'uccisione dello stesso Borsellino. L'intervista, acquisita eccezionalmente nel 2000 da Rai News 24 dopo un fortunoso ritrovamento del nastro da parte della famiglia Borsellino, fu proposta per essere trasmessa in vari programmi e telegiornali Rai di prima e seconda serata, incontrando però la ritrosia dei vari conduttori che non vollero trasmetterla (fu poi trasmessa solo sul canale satellitare Rai News 24 il 19 settembre 2000 alle ore 23). Il contenuto della stessa era alquanto eccezionale, poiché Borsellino riferiva di Mangano, Dell'Utri e delle loro presunte trattative per la compravendita di una partita di droga, e accennava all'esistenza di un'inchiesta aperta, a Palermo, che vedeva coinvolti insieme Mangano, Dell'Utri e Berlusconi.

### Altri argomenti trattati
Si parla inoltre del conflitto di interessi, citando di come Mediaset beneficiò della Legge Tremonti, e delle differenze tra l'Italia e il Regno Unito quanto a conseguenze per i politici coinvolti in scandali giudiziari. A tal proposito Travaglio cita il caso – riferitogli da un giornalista inglese con cui ebbe a confrontarsi in un'intervista per il libro L'odore dei soldi – del dirigente politico Jonathan Aitken, finito in carcere e stroncato politicamente per aver mentito in tribunale su chi avesse pagato un conto d'albergo alla figlia.

### Lo scambio di battute finale
Al termine dell'intervista i due protagonisti hanno un ultimo scambio di battute, che renderanno Luttazzi – a causa delle espressioni ivi pronunciate – oggetto di querela (in seguito archiviata). Rivolgendosi a Travaglio, lo showman afferma: «A questo punto mi chiedo in che paese viviamo. Comunque volevo ringraziarti perché, scrivendo questo libro e parlando come fai, dimostri di essere un uomo libero. E non è facile trovare uomini liberi in quest'Italia di merda». Travaglio risponde equiparando metaforicamente l'intervista a un atto di suicidio professionale da parte di Luttazzi, alludendo alle possibili conseguenze negative che questa avrebbe comportato: «Mi veniva in mente una cosa: quel governatore della Pennsylvania che un giorno si presentò in televisione e si infilò la canna di una pistola in bocca e si sparò: credo che tu stasera, più o meno...».

## Conseguenze

### Le reazioni della politica
Le reazioni da parte della Casa delle Libertà, coalizione di Silvio Berlusconi – candidato premier per le elezioni politiche che si sarebbero tenute due mesi dopo – furono immediate.
Il primissimo commento si ebbe ancor prima che la puntata di Satyricon terminasse da parte del deputato (e futuro Ministro delle Telecomunicazioni) di Alleanza Nazionale Maurizio Gasparri, che quella stessa sera, ospitato a Rai Tre nella trasmissione Mediamente, dichiarò in diretta:
(Maurizio Gasparri, nella trasmissione televisiva Mediamente, 14 marzo 2001)
A stretto giro seguirono le reazioni di tutti i membri della Casa delle Libertà, invocando all'unisono la sospensione di Satyricon, le dimissioni del consiglio di amministrazione Rai e del presidente Roberto Zaccaria, nonché del direttore responsabile di rete Carlo Freccero. Annunciarono inoltre per protesta che tutti i membri dei partiti della coalizione avrebbero disertato i programmi d'informazione Rai finché non fossero state definite nuove regole che garantissero un'informazione imparziale per la campagna elettorale.
Berlusconi e Dell'Utri manifestarono l'intento di voler agire per via legale, il primo in particolare annunciò azioni penali ritenendo di essere stato accusato ingiustamente di contiguità mafiose (da parte del Cavaliere scaturirono poi solo richieste di risarcimento danni in sede civile, mentre nessuna azione legale fu intrapresa da Dell'Utri):
(Silvio Berlusconi, ANSA, 15 marzo 2001)
(Marcello Dell'Utri, ANSA e La Stampa, 16 marzo 2001)
Nei giorni successivi Dell'Utri commentò nuovamente l'episodio di Satyricon con tono umoristico, definendo Luttazzi un «cretino», e dicendo: «Se l'avessi davanti gli darei un timpuluni» (un ceffone).
Il 15 marzo, con un comunicato ufficiale, i leader dei partiti della Casa delle Libertà commentarono l'intervista come un'«ignobile aggressione» che nulla aveva a che vedere con la satira, accusando inoltre la coalizione di maggioranza (L'Ulivo) di utilizzare a suo vantaggio il servizio pubblico Rai per svolgere nei loro confronti «una campagna di mistificazione, di denigrazione e di aggressione». Per questi motivi il 17 marzo i consiglieri del CdA della Rai vicini alla Casa delle Libertà Giampiero Gamaleri (AN) e Alberto Contri (CCD) si dimisero.
A seguito dell'evolversi della situazione e delle durissime critiche mosse dal giornalista Indro Montanelli alla Casa delle Libertà, Berlusconi definì «ingrati» lo stesso Montanelli, insieme a Daniele Luttazzi, Marco Travaglio, Carlo Freccero, Michele Santoro e Sabina Guzzanti, a suo avviso «ex-dipendenti» irriconoscenti della libertà che da editore aveva loro sempre concessa. E accomunò tutti gli accadimenti come elementi di un unico «piano preordinato» dal centro-sinistra per delegittimarlo in Rai. Bruno Vespa, per aver sostenuto la stessa tesi nel libro Rai, la grande guerra pubblicato l'anno seguente, subì una querela per diffamazione dall'ormai ex presidente Rai Roberto Zaccaria e fu condannato – in primo grado – al risarcimento di 82.000 euro.
Nell'altro schieramento, le reazioni dei membri della coalizione L'Ulivo furono invece piuttosto diversificate. A parte singole personalità, gran parte delle opinioni espresse furono per una generica difesa della satira senza però mai entrare nel merito dei contenuti dell'intervista e dei documenti in essa presentati. Altre posizioni manifestavano poi contrarietà a quella che consideravano una «demonizzazione» sbagliata dell'avversario. Alcune voci infine si allinearono parzialmente alle tesi della Casa delle Libertà, ravvisando nel programma modalità di satira e di informazione scorrette. Un orientamento piuttosto diffuso nella maggioranza fu quello di considerare quanto successo a Satyricon controproducente ai fini elettorali, temendo un «effetto boomerang» a causa del «vittimismo» di Berlusconi.
Infine sul fronte Rai, il presidente Roberto Zaccaria si schierò per l'assoluta difesa del Satyricon, il direttore generale Claudio Cappon invece si allineò all'idea che quanto verificatosi fosse stato un errore che doveva essere evitato.

### Commenti e polemiche nei media
La reazione nei media fu immediata e fragorosa. I commentatori politici si divisero sulla vicenda assumendo varie posizioni.
La maggioranza degli opinionisti si schierò contro Luttazzi e Travaglio. I media vicini alla Casa delle Libertà assunsero una posizione di sdegno, sostenendo da un lato la tesi di Berlusconi secondo la quale la dirigenza Rai utilizzasse il servizio pubblico a fini politici senza garantire contraddittorio, dall'altro minimizzando o svilendo i contenuti dell'intervista e del libro. Altri commentatori, ma in porzione minore, si schierarono per la difesa del programma, alcuni di loro pur tuttavia senza mancare di esprimere alcune riserve sull'opportunità che determinati argomenti potessero essere trattati in trasmissioni satiriche ed in campagna elettorale. Poche, invece, furono le voci che sottolineavano la necessità di affrontare dinanzi all'opinione pubblica le questioni sollevate nell'intervista nonché il dovere dei diretti interessati (Berlusconi e Dell'Utri) a chiarire pubblicamente di fronte agli elettori, oltre che nelle sedi giudiziarie.
Contro Travaglio e Luttazzi si schierò anche il presidente dell'Ordine dei giornalisti Mario Petrina, il quale affermava che quanto andato in onda non corrispondeva né a informazione né a satira, ma ad un «massacro delle regole dell'informazione che prescrivono sempre il contraddittorio», annunciando anche che avrebbe dato mandato ai legali dell'Ordine per denunciare Luttazzi per «esercizio abusivo della professione giornalistica» ed il presidente della Rai Roberto Zaccaria per «concorso nell'esercizio abusivo», e avvisando infine che avrebbe fatto indagare sulla correttezza deontologica del giornalista Travaglio.
La citata intervista a Paolo Borsellino divenne oggetto di attenzione dei media, e l'argomento fu trattato da Michele Santoro in una puntata del suo programma Il raggio verde su Rai Due e da Toni Capuozzo in una puntata della trasmissione Terra! su Canale 5.
Nella puntata de Il raggio verde del 16 marzo (sulla video-intervista a Borsellino ed il caso Mangano), Berlusconi, contravvenendo al vincolo politico di astensione ai programmi Rai da lui stesso impartito alla coalizione, intervenne telefonicamente accusando Santoro di condurre «processi in diretta» e denunciò la Rai di confezionare «trasmissioni trabocchetto costruite apposta per fare processi». Nel prosieguo di quella telefonata commentò inoltre alcune questioni inerenti alla sua attività imprenditoriale che ormai infuriavano il dibattito mediatico, in particolare in quel frangente negò di aver mai fatto ricorso a società offshore. Tuttavia fu il durissimo scontro che ebbe luogo tra il Cavaliere ed il conduttore all'inizio della telefonata che rimase poi nella memoria della televisione e che suscitò in tutti i media fortissima risonanza.
| Santoro: « Onorevole Berlusconi, è in linea? » Berlusconi: « Eccomi qua Santoro. » Santoro: « Buona sera, la saluto... » Berlusconi: « Complimenti per questi processi in diretta! » Santoro: « Va bene... Lasciamo le battute al loro tempo... » Berlusconi: « Allora... Non sto a rimuovere nessun vincolo politico perché siamo assolutamente allibiti di come la Rai, che dovrebbe fare il servizio pubblico, usi queste cosiddette trasmissioni di approfondimento politico, specie durante una campagna elettorale... » Santoro: « Vuole fare un dibattito con me Berlusconi? Dobbiamo andare da Costanzo, in territorio neutro... » Berlusconi: « No non voglio farlo, vorrei soltanto che lei mi lasciasse, con cortesia, dire due cose... » Santoro: « Sì, sul fatto però, senza insultare noi... » Berlusconi: « No io non sto insultando... » Santoro: « Lei prima dice ai suoi di non venire, poi dopo vuole parlare ma dice che non rimuove il vincolo... » Berlusconi: « Ma certo, non devono venire in trasmissioni trabocchetto che sono costruite apposta per fare dei processi che invece si devono svolgere nelle aule dei tribunali... » Santoro: « Va bene, per un dibattito sono a sua disposizione sulle reti Mediaset... » Berlusconi: « Allora... Io non intervengo da politico... Come politico abbiamo già detto la nostra: noi continueremo a non intervenire nelle trasmissioni della Rai finché non ci saranno delle garanzie che ci garantiranno di non dover cadere in trasmissioni trappola come quella... » Santoro: « Allora mi dispiace, io chiudo, chiedo alla regia di chiudere il collegamento telefonico... » Berlusconi: « Come quella di Satyricon... » Santoro: « Mi dispiace... Non si può accettare questa sua posizione... Se lei non rimuove il vincolo lei non può parlare stasera. » Berlusconi: « Santoro! Lei è un dipendente del servizio pubblico, si contenga! » Santoro: « Io sono un dipendente del servizio pubblico, non sono un suo dipendente, Berlusconi! » (Il raggio verde, 16 marzo 2001) |

Il 17 marzo il giornalista Indro Montanelli, in merito alla telefonata di Berlusconi a Santoro e all'annuncio da parte del segretario di Alleanza Nazionale Gianfranco Fini di epurazioni in Rai in caso di vittoria alle elezioni, rilasciò nel suo consueto spazio di commento politico La settimana di Montanelli sulla rete televisiva TMC un'intervista dai contenuti durissimi, che Berlusconi commentò come «ingratitudine».
(Indro Montanelli, intervista di Alain Elkann nella rubrica La settimana di Montanelli, 17 marzo 2001)
Oltre alla già citata puntata de Il raggio verde Michele Santoro dedicò al caso Satyricon e al dibattito che imperversava altre tre puntate. Il 23 marzo fu condotta una puntata su "Giornalismo e satira in TV", di cui è memorabile l'intervento telefonico in diretta di Montanelli, ancora una volta fortemente critico verso il Cavaliere. Il 20 aprile fu trasmessa una puntata con ospite Marcello Dell'Utri, suggerita dall'Autorità per le Comunicazioni (AGCOM) appositamente per consentirgli diritto di replica. Le quattro puntate de Il raggio verde furono seguite da una media di cinque-sei milioni di telespettatori (share del 21-25%) e furono oggetto di roventi critiche da parte di Berlusconi e del suo partito, per le quali presentarono due esposti all'AGCOM (uno per la prima puntata del 16 marzo, in risposta al quale l'AGCOM suggerì la puntata riparatoria del 20 aprile con Dell'Utri, l'altro contro la puntata riparatoria stessa, che ad avviso di Forza Italia non aveva rispettato i termini di par condicio). Successivamente Berlusconi presentò in poche settimane altri tre esposti contro Il raggio verde. Dopo le elezioni del maggio del 2001 l'AGCOM, in risposta agli esposti pendenti, produsse una sentenza cumulativa che sanzionò la Rai con una multa di 40 milioni di lire. Il presidente Rai Zaccaria, profondamente convinto della correttezza delle trasmissioni di Santoro, impugnò davanti al TAR del Lazio la sentenza dell'AGCOM, tuttavia il ricorso non arrivò mai a giudizio in quanto la nuova dirigenza Rai, nominata nella nuova legislatura a maggioranza di centro-destra, non proseguì più la causa.

### Conseguenze perSatyricone Luttazzi
Nell'infuriare delle polemiche Satyricon fu temporaneamente sospeso, e al posto della puntata del 21 marzo fu proposta dal CdA Rai una trasmissione riparatoria in cui furono invitati Berlusconi e Dell'Utri a replicare. Questi rifiutarono, e fu così trasmesso il film Satyricon di Federico Fellini. La puntata successiva del 28 marzo venne mandata in onda solo dopo la garanzia data dal responsabile di rete Carlo Freccero al direttore generale Rai Claudio Cappon che la trasmissione non avrebbe contenuto temi di natura politica.
Daniele Luttazzi, già osservato speciale per il suo stile piccante e per i temi scomodi affrontati nella sua trasmissione, divenne dopo quella puntata bersaglio di una campagna stampa fortemente critica, perpetrata in particolare dal quotidiano diretto da Maurizio Belpietro il Giornale (edito da Paolo Berlusconi). Insieme agli attacchi su stampa lo showman ricevette una serie di minacce, telefonate e lettere anonime. Subì anche l'intrusione sospetta di alcuni ladri nella sua abitazione sul litorale romano, e altre intimidazioni furono perpetrate attraverso il recapito di vari dossier anonimi, contenenti informazioni sulle sue abitudini e sulla sua vita privata. Per queste ragioni Luttazzi commentò negativamente una pubblicazione de il Giornale che recava la sua dichiarazione dei redditi, dove erano lasciati ben visibili dati personali e indirizzo di casa.
Terminate le puntate del suo programma Luttazzi portò in scena un monologo teatrale in tour per l'Italia, denominato Satyricon, ottenendo grande successo. In alcune regioni italiane, come Puglia, Lombardia e Veneto, i teatri subirono pressioni politiche per la cancellazione degli spettacoli; a Cagliari Mauro Meli, sovrintendente della Fondazione Teatro Lirico, ed Emilio Floris, presidente della fondazione nonché sindaco della città, cercarono di impedire la serata.
Per Luttazzi ulteriori controversie da quell'intervista scaturirono per la sua battuta finale rivolta a Travaglio, in cui diceva: «Non è facile trovare uomini liberi in quest'Italia di merda». Tale espressione suscitò lo sdegno di diversi uomini politici. Il Presidente della Camera Luciano Violante, in una lettera al presidente Rai Roberto Zaccaria, commentava come «assolutamente inaccettabile» il fatto che in una trasmissione Rai si potessero usare verso il Paese tali «espressioni volgari e insultanti». Per questo motivo Luttazzi subì una denuncia per vilipendio alla Nazione da parte di un gruppo di ex carabinieri e poliziotti. Il fascicolo aperto d'ufficio dalla Procura di Roma fu archiviato nell'ottobre dell'anno successivo, in quanto – come si legge nel decreto del giudice e come più volte anche Luttazzi aveva precisato – la frase «tendeva a stigmatizzare i fenomeni di affarismo e contiguità al crimine organizzato che si stavano illustrando: si può essere politicamente d'accordo o in radicale contrasto con le tesi che l'autore ha palesato, ma la sua rimane manifestazione di libera espressione di pensiero costituzionalmente garantita».
Il programma Satyricon non fu riconfermato nella stagione successiva. Da allora Luttazzi non ha più lavorato in Rai.

### Le richieste di risarcimento danni controSatyriconeL'odore dei soldi
Dopo l'intervista a Satyricon vennero prodotte otto cause civili per danni contro i responsabili della trasmissione e contro gli autori e l'editore del libro. Berlusconi avanzò due richieste: una di 10 milioni di euro contro Marco Travaglio, Elio Veltri e Editori Riuniti per il libro, e una di 21 miliardi di lire contro Daniele Luttazzi, Marco Travaglio, Rai, Carlo Freccero (direttore di Rai 2) e Ballandi Entertainment (produttore del programma) per Satyricon. Mediaset fece altrettanto, con le stesse identiche cause per 5 miliardi di lire l'una. Lo stesso fece Fininvest, lasciando però al giudice la quantificazione del danno. Forza Italia – nella persona di Beppe Pisanu – avanzò solo una denuncia per la trasmissione Satyricon, chiedendo danni per 10 miliardi di lire. Infine l'ex Ministro delle finanze Giulio Tremonti fece causa agli autori e all'editore del libro per quanto scritto sulla legge 489/1994 (legge Tremonti), chiedendo il risarcimento di 1 miliardo di lire. In totale le cause assommavano una richiesta complessiva di 62 miliardi di lire, più l'importo imprecisato di Fininvest.

Tutte le otto cause si sono risolte in primo grado con la respinta delle domande e con la condanna degli attori Berlusconi, Mediaset, Fininvest, Forza Italia e Giulio Tremonti al pagamento delle spese processuali. Tutti gli attori, tranne Tremonti, hanno presentato ricorso in appello.
La sentenza contro Berlusconi, Mediaset, Fininvest e Forza Italia è stata confermata anche in secondo grado (Mediaset, Fininvest e Forza Italia hanno rinunciato alla Cassazione) e infine contro Berlusconi in Cassazione.

### Gli esiti delle inchieste di Caltanissetta e del processo a Dell'Utri
Le inchieste sui mandanti occulti delle stragi mafiose della Procura di Caltanissetta con Berlusconi e Dell'Utri indagati a cui si faceva riferimento nell'intervista – che furono poi il fulcro attorno al quale scaturirono la gran parte delle controversie politico-mediatiche – vengono archiviate un anno dopo la trasmissione.

L'archiviazione pone così termine ad un ciclo di polemiche che erano affiorate già nel 2000 in occasione della messa in onda della citata video-intervista a Borsellino su Rai News 24 e quando, nel mese successivo, il procuratore titolare dell'inchiesta Luca Tescaroli aveva deciso di lasciare l'incarico per trasferirsi in altra sede, affermando che «non ci sono più le condizioni per lavorare». È in questo clima dunque che, quattro mesi dopo la dipartita di Tescaroli, il 16 febbraio 2001 (un mese prima dell'intervista di Luttazzi a Travaglio) il procuratore capo di Caltanissetta Giovanni Tinebra, esauriti i termini di legge per la durata delle indagini, chiede l'archiviazione.

Nel decreto di archiviazione, prodotto dal GIP il 3 maggio 2002, è tuttavia riconosciuta l'esistenza di «accertati rapporti di società facenti capo al gruppo Fininvest con personaggi in varia posizione collegati all'organizzazione Cosa nostra». La richiesta di archiviazione, tuttavia, non viene sottoscritta dall'altro pm che si era occupato delle inchieste e dei processi sulle stragi, Luca Tescaroli, contrario alle impostazioni della richiesta di archiviazione, soprattutto nella parte in cui si sostiene che le dichiarazioni dei principali pentiti della strage, Salvatore Cancemi e Giovanni Brusca, erano contrastanti. Una tesi che è stata confermata anche nella sentenza d'appello della strage di Capaci dove i giudici scrissero tra l'altro che le dichiarazioni di Brusca e Cancemi erano convergenti e che era necessario indagare ancora «nelle opportune direzioni per individuare i convergenti interessi di chi era in rapporto di reciproco scambio con i vertici di Cosa nostra». 2017: la procura di Firenze ottiene dal GIP la riapertura del fascicolo, archiviato nel 2011, e ha delegato gli accertamenti alla Direzione investigativa antimafia, basandosi sulle parole del boss Giuseppe Graviano, intercettato nell'ambito del processo Trattativa Stato-mafia mentre parlava dell'ex presidente del Consiglio e di Marcello Dell'Utri.
Per quanto riguarda il processo a Palermo per concorso esterno in associazione mafiosa a carico di Marcello Dell'Utri, l'imputato sarà condannato in primo grado a nove anni di reclusione e all'interdizione perpetua ai pubblici uffici, in appello la pena detentiva sarà ridotta a sette anni. Nelle sentenze di condanna verrà scritto che Dell'Utri aveva agito come mediatore tra gli interessi di Cosa nostra e Silvio Berlusconi.

### L'editto bulgaro
Il 18 aprile 2002, a distanza di circa un anno da quella celebre intervista a Satyricon, Silvio Berlusconi, in occasione di una conferenza stampa tenutasi in una visita ufficiale a Sofia nelle sue nuove vesti di presidente del Consiglio, con una esternazione che parte della stampa denominerà poi "editto bulgaro", dichiara pubblicamente:
(Silvio Berlusconi, Sofia, 18 aprile 2002)
In seguito le trasmissioni citate saranno soppresse.